# دينارا سادريتدينوفا
دينارا صدرالينوفا (الروسية: Садретдинова, Динара Рафиковна) (4 يونيو 1976 -) إعلامية روسية مسلمة عملت كمذيعة تلفزيونية في القناة الحكومية الفديرالية الروسية Russia1 حيث أعدت وقدمت البرنامج الإسلامي الوحيد في القناة الذي كان يحمل اسم «المسلمون» لمدة 13 سنة، وتعتبر أول إعلامية تظهر في التلفزيون الحكومي الروسي بالحجاب، ثم عملت في إعداد وتقديم عدة برامج اسلامية، في قناة ألف الإسلامية الناطقة باللغة الروسية أهمها برنامج «السلام عليكم»، برنامج تربوي للأطفال «اليف-لاند»، وفي الوقت الحاضر برنامج «مع دينارا» في نفس القناة.. الآن إلى جانب عملها في القناة التلفزيونية تقوم دينارا بعدة نشاطات إسلامية وخيرية، حيث أنها تعد من مؤسسي المؤسسة الخيرية «بيت الرحمة». تعيش حاليا في موسكو.

## الدراسة
- الأكاديمية الروسية للفنون المسرحية (GITIS)، 1999، تخرجت «ممثلة المسرح الموسيقي».
- معهد موسكو للتعليم المفتوح، 2004، اختصاص «تعدد أدبيات الثقافات».
- معهد التدريب للتلفزيون والراديو، 2007، دبلوم في الصحافة.
- معهد التدريب للتلفزيون والراديو، 2008، مخرجة الأفلام التسجيلية والبرامج التلفزيونية.</ref>.

## أعمالها
- 1999-2001، - معدة ومقدمة البرنامج التلفزيوني "عالم الإسلام" لصالح (رابطة القنوات الفضائية)-بروميثيوس".

منذ عام 2002 إلى الوقت الحاضر - تقوم بإعداد وتقديم البرنامج التلفزيوني الأسبوعي «المسلمين» على القناة الروسية الرئيسية - القناة الأولى «روسيا-1».
- خلال الزيارة التي قام بها الرئيس الروسي فلاديمير بوتين لماليزيا ومشاركته في القمة الأولى بين منظمة تعاون الدول الآسيوية «أسيان» وروسيا الاتحادية، رافقت بعثة التلفزيون الروسي كممثلة عن مسلمي روسيا.

إلى جانب عملها في قناة التلفويون "روسيا 1" تقوم دينارا بعدة نشاطات إسلامية وخيرية بدعم من الإدارة الدينية للمسلمين، ودار الإفتاء في موسكو كإحياء حفلات إسلامية بمناسبة الأعياد الإسلامية "عيد الأضحى، عيد الفطر والمولد النبي. 

- كما تشارك أيضا في مشاريع ثقافية التي تهدف لتعزيز الثقافة الوطنية.
- شاركت في عدة ندوات ولقاءات دولية وكذلك مهرجانات عالمية.
- تشارك بشكل منتظم في تنشيط المسابقة الدولية لحفظ القرآن الكريم بمدينة موسكو.
- كما تشارك بشكل منتظم في تنشيط مهرجان قازان الدولي لسينما الشعوب المسلمة.
- شاركت في عدة مؤتمرات إسلامية محلية ودولية في جميع أنجاء روسيا.
- في عام 2010، تم اختيارها من بين أفضل 10 إعلاميات في العالم الإسلامي في المؤتمر الدولي للإعلاميات المسلمات الذي يعقد في جمهورية إيران الإسلامية. هناك وقد منحت الجائزة العالمية «كلمة زينب».

## جوائز وأوسمة
- درع تكريمي كأحسن ناشط في مجال الثقافة في جمهورية إنغوشيا.

تكريما لها على النشاط الإبداعي في مجال التلفزيون لسنوات عديدة منحت بقرار من رئيس جمهورية إنغوشيا، درع تكريمي كأحسن ناشط في مجال الثقافة، (المرسوم № 138، رقم الترخيص 01631 ب)، 31 مايو 2006.
- وسام الفنانين الفحري لجمهورية تتارستان، خطاب شكر من فخامة رئيس جمهورية تتارستان، السيد رستم نورعلي مينيخانوف.

.. على نشاطها الإبداعي المثمر والذي إنعكس بصورة شاملة في وسائل الإعلام المحلية والاجتماعية، والحياة السياسية والاقتصادية والدينية للشعوب المسلمة في روسيا الاتحادية، وعلى مساهمتها الشخصية في أعمال هامة لتعزيز الصداقة بين القوميات المختلفة لشعوب روسيا.
قازان الكرملين، 22 نوفمبر، 2011.
- وسام المثقفين الفخري لجمهورية داغستان.
- كرمت من جمهورية القراشاي-شركيسيا.
- وسام الفخر لمجلس المفتين لروسيا، في مجال "الدعوة الإسلامية"، (المرسوم الصادر عن مجلس المفتين لروسيا № CM-208، من 2007/2/12)، " لمساهمتها في نشر الدعوة والقيم الإسلامية، وتعزيز روح التسامح بين الأديان وبين الأعراق، والاحترام بين شعب روسيا المتعددة الجنسيات.
- عضو في اتحاد الصحفيين الروس.

## وصلات خارجية
- ٌRussia 1 [الروسية]
- محجبة على القناة الروسية